# Ingar Bratseth-Kiplesund
Ingar Bratseth-Kiplesund (* 17. November 1996) ist ein norwegischer Weitspringer, der gelegentlich auch im Dreisprung an den Start geht.

## Sportliche Laufbahn
Erste internationale Erfahrungen sammelte Ingar Bratseth-Kiplesund bei den Junioreneuropameisterschaften 2015 in Eskilstuna, bei denen er im Weitsprung mit 6,96 m in der Qualifikation ausschied. 2017 belegte er bei den U23-Europameisterschaften in Bydgoszcz mit einer Weite von 7,59 m den fünften Platz und nahm anschließend erstmals an der Sommer-Universiade in Taipeh teil und wurde dort mit 7,15 m im Finale Zwölfter. Zwei Jahre später gelangte er dann bei den Studentenweltspielen in Neapel mit 7,80 m auf den siebten Platz. 2021 siegte er mit 7,79 m beim Meeting Iberoamericano. Im Jahr darauf erreichte er bei den Europameisterschaften in München das Finale, brachte dort aber keinen gültigen Versuch zustande. 2023 schied er dann bei den Weltmeisterschaften in Budapest mit 7,47 m in der Qualifikationsrunde aus. Im Jahr darauf verpasste er bei den Europameisterschaften in Rom mit 7,82 m den Finaleinzug. 
In den Jahren 2016 und 2019 sowie 2021 und 2023 wurde Kiplesund norwegischer Meister im Weitsprung im Freien sowie 2017 und 2020 in der Halle. Zudem sicherte er sich 2018, 2021 und 2023 den Meistertitel im Dreisprung.

## Persönliche Bestleistungen
- Weitsprung: 8,21 m (−0,8 m/s), 29. April 2023 in Gaborone (norwegischer Rekord)
- Dreisprung: 15,65 m (+0,9 m/s), 19. September 2020 in Bergen